# 2018年ドイツキリスト教民主同盟党首選挙
2018年ドイツキリスト教民主同盟党首選挙は、2018年12月に行われたドイツキリスト教民主同盟の党首を決める選挙。元ザールラント州首相のアンネグレート・クランプ＝カレンバウアーが選出された。

## 背景
メルケルが10月29日にキリスト教民主同盟党首辞任と、今期限りでの政界引退を表明し、後継レースが加速している。

## 候補
- アンネグレート・クランプ＝カレンバウアー - 党幹事長
- イェンス・シュパーン（英語版） - 保健相
- フリードリヒ・メルツ - 元連邦議会院内総務

## 結果
12月7日、ハンブルクで開かれた党大会で党首選挙が行われ、決選投票でクランプ＝カレンバウアーが党首に選出された。党首が選挙で決まるのは1971年（昭和46年）以来。